# Nunu de Bama
Le nunu de Bama est une langue hmong-mien parlée dans le xian autonome yao de Bama, dans la province de Guangxi en Chine.

## Classification interne
Le nunu appartient au sous-groupe bunu des langues hmonguiques de la famille des langues hmong-mien. En Chine l'ensemble des locuteurs des parlers bunu font partie de la nationalité yao.

## Phonologie
Les tableaux présentent les phonèmes vocaliques et consonantiques du nunu parlé à Xishan (西山), dans le xian autonome yao de Bama.

### Voyelles
|         | Antérieure | Centrale | Postérieure |
| ------- | ---------- | -------- | ----------- |
| Fermée  | i [i]      | ɤ [ɤ]    | u [u]       |
| Moyenne | e [e]      |          | o [o]       |
| Ouverte | a [a]      |          |             |

### Diphtongues
Les diphtongues du nunu de Bama sont: ia [ia], iːu [iːu], ei [ei], eːu [eːu], , ai [ai], au [au], aːi [aːi], aːu [aːu], uːi [uːi], ou [ou], ue [ue], ua [ua]. S'y ajoutent les triphtongues iau [iau], iaːu [iaːu], iaːi [iaːi], uei [uei], uai [uai], uaːi [uaːi] et uau [uau]. Les autres syllabes finissent avec les consonnes [n], [ŋ] [t] et [k].

### Consonnes
|               |               | Bilabiales | Alvéolaires | Alvéolaires | Rétrofl. | Alv.-pal. | Dorsales | Dorsales | Glottales |
| ------------- | ------------- | ---------- | ----------- | ----------- | -------- | --------- | -------- | -------- | --------- |
| Centrales     | Latérales     | Bilabiales | Palatales   | Vélaires    | Rétrofl. | Alv.-pal. |          |          | Glottales |
| Occlusives    | Sourdes       | p [p]      | t [t]       |             |          |           |          | k [k]    |           |
| Occlusives    | Aspirées      | ph [pʰ]    | th [tʰ]     |             |          |           |          | kh [kʰ]  |           |
| Occlusives    | Préglottal.   | ʔp [ʔp]    | ʔt [ʔt]     |             |          |           |          |          |           |
| Fricatives    | sourdes       |            | s [s]       |             |          |           |          |          | h [h]     |
| Fricatives    | Sonores       | v [v]      |             |             | ʐ [ʐ]    |           |          |          |           |
| Affriquées    | Sourdes       |            |             |             |          | tɕ [t͡ɕ]   |          |          |           |
| Affriquées    | Aspirées      |            |             |             |          | tɕh [t͡ɕʰ] |          |          |           |
| Liquides      | Liquides      |            |             | l [l]       |          |           |          |          |           |
| Nasales       |               | m [m]      | n [n]       |             |          | ȵ [ȵ]     | ŋ [ŋ]    |          |           |
| Nasales       | Préglottal.   | ʔm [ʔm]    | ʔn [ʔn]     |             |          | ʔȵ [ʔȵ]   | ʔŋ [ʔŋ]  |          |           |
| Semi-voyelles | Semi-voyelles |            |             |             |          |           | j [j]    |          |           |

### Tons
Le nunu de Bama est une langue à tons qui possède huit tons.
| Ton | Valeur | Exemple | Traduction        |
| --- | ------ | ------- | ----------------- |
| 1   | 44     | ʔtɤŋ1   | rouge             |
| 2   | 21     | ko2     | courbe, tordu     |
| 3   | 55     | ʔpa3    | bégayer           |
| 4   | 42     | ŋua4    | tuile             |
| 5   | 24     | tuaːn5  | deviner, supposer |
| 6   | 22     | ʐuːŋ6   | clair, brillant   |
| 7   | 55     | phat7   | balayer           |
| 8   | 43     | pɤ8     | piquant           |

### Sources
- (zh) Meng Chaoji, 2001, 瑤族布努语方言研究 - Yáozú bùnǔyǔ fāngyán yánjiū, Pékin, Mínzú chūbǎnshè  (ISBN 7-105-04624-4)